# Porphyrinia cremorna
Porphyrinia cremorna là một loài bướm đêm trong họ Noctuidae.